# Adelajda Normanska
 Ovo je glavno značenje pojma Adelajda Normanska. Za druga značenja pogledajte Alisa Normanska.
Adelajda Normanska (Adeliza) bila je europska plemkinja i grofica vladarica Aumalea.
Bila je dijete vojvode Roberta I. Veličanstvenog i sestra ili polusestra engleskog kralja Vilima Osvajača. Ime Adelajdine majke, koja je bila Robertova konkubina, je nepoznato. 

## Brakovi
Adelajda je imala tri muža. Prvi je brak Vilimu Osvajaču dao moćnog saveznika u Normandiji – Adelajda se udala za Enguerranda II., grofa Ponthieua te je par dobio kćer, Adelajdu.
Adelajda Normanska udala se i za Lamberta II., grofa Lensa; par je imao kćer, Juditu Lenšku. Lambert je umro 1054. godine. 
Treći muž gospe Adelajde bio je Odo, grof Šampanje; sin je bio Stjepan, grof Aumalea.
|  | Portal Francuske – Pristup člancima s tematikom o Francuskoj. |